# Toque de queda
Toque de queda (en català Toc de queda) és una pel·lícula de migmetratge espanyola del 1978, de baix pressupost i elaborada de manera independent, escrita, dirigida i produïda per Iñaki Núñez. Fou estrenada el 14 de novembre de 1978.

## Sinopsi
Narra la història de Marta, una jove militant del FRAP única membre del seu grup condemnada a mort a la que li és commutada la pena per trobar-se embarassada.

## Repartiment
- Isabel Ayúcar
- María Pardo
- Jon Subinas
- Manuel Litián
- Albert Dueso
- Xabier Elorriaga

## Producció
Fou rodada en 16 mm i després "inflada" a 35 mm, el que suposava una realització veritablement independent i alternativa. Tanmateix, fou criticada per Fernando Trueba, qui considera que el nivell tècnic és ínfim i que la història s'ha simplificat massa i que el guió és avorrit.